# Ataru Esaka
Ataru Esaka (jap. 江坂任 Esaka Ataru; ur. 31 maja 1992) – japoński piłkarz występujący na pozycji pomocnika. Obecnie występuje w Omiya Ardija.

## Kariera klubowa
Od 2015 roku występował w klubach Thespakusatsu Gunma i Omiya Ardija.